# 小行星20339
小行星20339（20339 Eileenreed）是一颗绕太阳运转的小行星，为主小行星带小行星。该小行星于1998年4月21日发现。

## 轨道参数
小行星20339的轨道半长轴为2.8507745 UA，离心率为0.065。